# Макдональд, Эми
Эми Макдональд (род. 25 августа 1987, Бишопбриггс, Ист-Данбартоншир, Шотландия) — шотландская поэтесса и исполнительница.
Начала писать музыку и тексты в подростковом возрасте. Первой её песней была The Wall, вдохновением к которой послужил постер, висящий над кроватью сестры Эми. Её первый сингл, «Poison Prince», вышел 7 мая 2007. Дебютный альбом, This Is the Life, был выпущен 30 июня 2007 и разошёлся тиражом в 2,5 миллиона экземпляров. Второй альбом под названием A Curious Thing был выпущен 8 марта 2010 года.
Музыкальную карьеру Эми начала в 15 лет, выступая с Travis, Питом Доэрти и The Libertines. После нескольких выступлений в Европе Макдональд приняла участие в 5-м песенном фестивале летом 2008 года, а затем в таких музыкальных фестивалях, как Glastonbury, Hyde Park Calling, T in the Park и the V Festival.
7 января 2013 она исполнила композицию «Slow It Down» на церемонии вручения «Золотого Мяча» в Цюрихе.
В 2013 г. Эми была приглашенной звездой Top Gear UK, сезон 19, эпизод № 3.
Несколько раз исполняла гимн Шотландии на матчах футбольной сборной.

## Юность
Макдональд училась в средней школе Бишопбриггса, по её словам, неплохо. Особенно она любила географию. Она музыкант-самоучка, стала играть на гитаре своего отца, после того как на фестивале T in the Park в 2000 году она услышала песню Travis «Turn» и захотела играть сама.
В 15 лет она начала играть в барах и кофейнях в окрестностях Глазго, в том числе в подвалах Брансуик на улице Сошихолл.
Победив в школьном вокальном конкурсе, вдохновленная успехом Эми отправила свои демозаписи продюсеру Питу Уилкинсону. Вместе они подписали контракт на 5 альбомов с лейблом Vertigo.

## Личная жизнь
В 2008 году Макдональд обручилась с футболистом Стивом Ловеллом. Своему жениху Эми посвятила много песен: Your Time Will Come, My Only One, Slow It Down, Life In A Beautiful Light и другие, но, после более чем 3-летней помолвки, осенью 2012 пара объявила о разрыве.
В январе 2016 года Макдональд объявила, что она помолвлена с бывшим игроком футбольных клубов «Абердин», «Рейнджерс», «Сент-Джонстон» и «Росс Каунти» Ричардом Фостером. Она вышла за него замуж в 2018 году.
У Эми есть сестра, Кэтрин.
Её бабушка скончалась от болезни Альцгеймера. Ей Эми посвятила песню Left That Body Long Ago.

## Дискография

### Студийные альбомы
- 2007: This Is the Life
- 2010: A Curious Thing
- 2012: Life in a Beautiful Light
- 2017: Under Stars
- 2020: The Human Demands
- 2025: Is This What You've Been Waiting For?